# Road movie
Road movie er en filmgenre, hvor handlingen udspiller sig på en rejse, som regel i bil eller på motorcykel. 

## Kendetegn
Det er typisk for road movies, at de beskriver en rejse på såvel det ydre som det indre plan. Filmenes hovedpersoner foretager en længere fysisk rejse, hvorigennem de også bevæger sig psykologisk, fx ved at blive mere modne, sikre på sig selv, mindre skråsikre eller lignende. Når rejsen slutter, vil de ofte være kommet "hjem" på en eller anden måde. Enkelte road movies ender i hovedpersonernes (selv)destruktion.
Et andet markant træk i road movies er deres episodiske opbygning, hvor hovedpersonerne på deres rejser kommer ud for forskellige oplevelser og møder forskellige mennesker, der hver især påvirker dem i deres indre bevægelse.

## Baggrund og historie
Road movierne bygger på en ældgammel tradition fra litteraturen, hvor Homers Odysseen er et af de tidligst kendte eksempler. 
I filmens ungdom kom der nogle road movies i USA, men det var først efter 2. verdenskrig, at genren blomstrede op for alvor i takt med udbredelsen af bilen som transportmiddel. Det var dog formodentlig først i 1960'erne, at betegnelsen road movie vandt genklang med film som Easy Rider og Bonnie og Clyde.
I Danmark er road movie-genren repræsenteret med for eksempel Ole Bornedals tv-serie Charlot og Charlotte fra 1996, hvor to kvinder rejser gennem Danmark. En andet værk med road movie-karakteristik er spillefilmen Klovn - The Movie fra 2010 hvor rejsen foregår med bil og med kano på Gudenåen.

## Eksempler
- The Wizard of OZ (Troldmanden fra Oz) (1939, Victor Fleming)
- Menneskejagt (1959, Alfred Hitchcock)
- Bonnie og Clyde (1967, Arthur Penn)
- Easy Rider (1969, Dennis Hopper)
- Paris, Texas (1984, Wim Wenders)
- Stranger than Paradise (1986, Jim Jarmusch)
- Rain Man (1988, Barry Levinson)
- Wild at Heart (1990, David Lynch)
- Thelma and Louise (1991, Ridley Scott)
- Kalifornia (1993, Dominic Sena)
- The Adventures of Priscilla, Queen of the Desert (1994, Stephan Elliot)
- Natural Born Killers (1994, Oliver Stone)
- Charlot og Charlotte (1996, tv-serie, Ole Bornedal)
- The Straight Story (1999, David Lynch)
- Road Trip (2000, Todd Phillips)
- Ringenes Herre-trilogien (2001-03, Peter Jackson)
- Se min kjole (2009, Hella Joof)
- Green Book (2018, Peter Farrelly)

| Film | Spire Denne filmartikel er en spire som bør udbygges. Du er velkommen til at hjælpe Wikipedia ved at udvide den. |